# 瓦季姆·切爾諾布羅夫
瓦季姆·切爾諾布羅夫（俄語：Вади́м Алекса́ндрович Чернобро́в，1965年7月17日—2017年5月18日）是俄羅斯幽浮學家、超常現象研究者和作家，太空搜索協會共同創始人和前任會長。著有三十多本書籍和百科全書。

## 生平
1965年出生於伏爾加格勒州。畢業於莫斯科航空学院。1980年成立了研究超常現象的組織太空搜索協會，曾組織三十多次探險行動。他還曾參與研製「時間機器」的科學實驗。
2017年年5月去世。

## 外部連結
- 官方网站（俄文）